# Mike Fratello
Michael Robert Fratello, detto Mike (Hackensack, 24 febbraio 1947), è un allenatore di pallacanestro e commentatore televisivo statunitense, professionista nella NBA.
Fratello è tra gli allenatori più vincenti della storia dell'NBA, al 18º e 19º posto rispettivamente in vittorie nella regular season e in partite allenate.

## Carriera

### Allenatore
Fratello è stato capo allenatore dei Memphis Grizzlies da dicembre 2004 a dicembre 2006. Nella sua prima stagione, ha ereditato una squadra con un record di 5-11 che ha trasformato per vincere 40 partite e andare ai playoff. Fratello migliorò quel record l'anno successivo vincendo 49 partite e tornando ai playoff per la seconda stagione consecutiva. Prima di partire nel dicembre 2006, il suo record era di 6–24, portando il suo record complessivo con Memphis a 95–83.
Prima di lavorare con i Grizzlies, Fratello aveva allenato i Cleveland Cavaliers e gli Atlanta Hawks. Nelle sue sei stagioni con i Cleveland Cavaliers il suo record è stato di 248 vittorie e 212 sconfitte. Fratello ha portato i Cavaliers ai playoff quattro volte. Fratello ha allenato gli Hawks per sette stagioni e ha registrato un record di 324-250, raggiungendo cinque volte i playoff e vincendo la Central Division nel 1987 con 57 vittorie. Fratello è stato nominato allenatore dell'anno per la stagione NBA 1985-86. Le sue statistiche di carriera NBA sono 667 vittorie e 548 sconfitte per una media di 0,549. Le sue squadre si sono qualificate per i playoff in undici delle sue 16 stagioni da capo allenatore.
Fratello, una delle menti più rispettate del basket nonostante non abbia mai vinto un campionato NBA come allenatore capo, è al 19º posto nella lista delle vittorie di tutti i tempi della NBA e al 21° nelle partite allenate.
Il 24 febbraio 2011 Fratello è stato ufficialmente annunciato come capo allenatore della nazionale di basket ucraina e il 3 marzo 2011 è stato presentato ai media ucraini in una conferenza stampa a Kiev. Dopo i successi che ha fornito all'Ucraina, inclusa la loro prima apparizione in assoluto alla Coppa del Mondo FIBA, è stato annunciato che Fratello non avrebbe allenato l'Ucraina per l'EuroBasket 2015. Sarebbe stato sostituito da Jevhen Murzin.

## Vita privata
Fratello è sposato con Susan e ha due figli: un figlio di nome Marc e una figlia di nome Kristi.

## Statistiche

### Allenatore
| Stagione | Squadra             | Regular Season | Regular Season | Regular Season | Regular Season | Regular Season           | Post Season                                               |
| Stagione | Squadra             | V              | P              | % V            | G              | Posizione finale         | Post Season                                               |
| -------- | ------------------- | -------------- | -------------- | -------------- | -------------- | ------------------------ | --------------------------------------------------------- |
| 1980-81  | Atlanta Hawks       | 0              | 3              | 0,0            | 3              | -                        | -                                                         |
| 1983-84  | Atlanta Hawks       | 40             | 42             | 48,8           | 82             | 3º in Central Division   | Sconfitto al Primo Round dai Bucks (2-3)                  |
| 1984-85  | Atlanta Hawks       | 34             | 48             | 41,5           | 82             | 5º in Central Division   | Manca i Playoffs                                          |
| 1985-86  | Atlanta Hawks       | 50             | 32             | 61,0           | 82             | 2º in Central Division   | Sconfitto alle Semifinali di Conference dai Celtics (1-4) |
| 1986-87  | Atlanta Hawks       | 57             | 25             | 69,5           | 82             | 1º in Central Division   | Sconfitto alle Semifinali di Conference dai Pistons (1-4) |
| 1987-88  | Atlanta Hawks       | 50             | 32             | 61,0           | 82             | 3º in Central Division   | Sconfitto alle Semifinali di Conference dai Celtics (3-4) |
| 1988-89  | Atlanta Hawks       | 52             | 30             | 63,4           | 82             | 3º in Central Division   | Sconfitto al Primo Round dai Bucks (2-3)                  |
| 1989-90  | Atlanta Hawks       | 41             | 41             | 50,0           | 82             | 3º in Central Division   | Manca i Playoffs                                          |
| 1993-94  | Cleveland Cavaliers | 47             | 35             | 57,3           | 82             | 4º in Central Division   | Sconfitto al Primo Round dai Bulls (0-3)                  |
| 1994-95  | Cleveland Cavaliers | 43             | 39             | 52,4           | 82             | 4º in Central Division   | Sconfitto al Primo Round dai Knicks (1-3)                 |
| 1995-96  | Cleveland Cavaliers | 47             | 35             | 57,3           | 82             | 3º in Central Division   | Sconfitto al Primo Round dai Knicks (0-3)                 |
| 1996-97  | Cleveland Cavaliers | 42             | 40             | 51,2           | 82             | 5º in Central Division   | Manca i Playoffs                                          |
| 1997-98  | Cleveland Cavaliers | 47             | 35             | 57,3           | 82             | 5º in Central Division   | Sconfitto al Primo Round dai Pacers (1-3)                 |
| 1998-99  | Cleveland Cavaliers | 22             | 28             | 44,0           | 50             | 7º in Central Division   | Manca i Playoffs                                          |
| 2004-05  | Memphis Grizzlies   | 40             | 26             | 60,6           | 66             | 4º in Southwest Division | Sconfitto al Primo Round dai Suns (0-4)                   |
| 2005-06  | Memphis Grizzlies   | 49             | 33             | 59,8           | 82             | 3º in Southwest Division | Sconfitto al Primo Round dai Mavericks (0-4)              |
| 2006-07  | Memphis Grizzlies   | 6              | 24             | 20,0           | 30             | -                        | -                                                         |
|          | Carriera            | 667            | 548            | 54,9           | 1215           |                          |                                                           |

## Palmarès
- NBA Coach of the Year (1986)
- Allenatore all'NBA All-Star Game (1988)
- Inserito nella Hall of Fame degli sportivi italoamericani, la NIASHF.